# Attagenus bicolor
Attagenus bicolor är en skalbaggsart som beskrevs av Edgar von Harold 1868. Attagenus bicolor ingår i släktet Attagenus och familjen ängrar. Inga underarter finns listade i Catalogue of Life.